# Ribeirão Manuel
Ribeirão  Manuel es una localidad caboverdiana del municipio de Santa Catarina.

## Geografía
La localidad está situada en la isla de Santiago.

## Organización territorial
La localidad abarca los lugares y barrios de:
- Chã de Capela
- Chão de Monte
- Chão Tavares
- Cova Figueira
- Covão Pereira
- Ilhéu
- Lém Vieira
- Monte
- Ponta d'Água
- Ponta do Sol
- Ponta Fundão
- Ponta Lupi
- Ponta Passinho
- Taberna